# Combat Arms

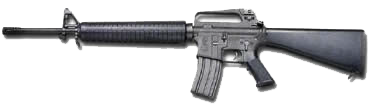
De M16A3 is het standaardwapen waar iedere speler mee begint.

Combat Arms is een gratis first-person shooter videospel. Het spel is ontwikkeld door Doobic Studios en uitgegeven door Nexon en was oorspronkelijk alleen te spelen vanuit de Verenigde Staten. Sinds januari 2009 zijn er echter ook Europese gameservers.

## Uitrusting
De speler kan kiezen uit verschillende avatars, van beide geslachten. Elke avatar heeft niet alleen een uniek uiterlijk, maar ook een specifieke omschrijving die toepassing van specialismen op het gebied van wapens of inzetbaarheid insinueert. Naarmate de speler steeds meer fragt en doelen behaalt, worden er ervaringspunten experience points en geld een andere uitrusting te kopen, gear points, behaald. Zoals de naam al aangeeft, gear is Engels voor "uitrusting". Ook is het mogelijk om met "echt geld" uitrusting te kopen, dit staat bekend als Nexon point of NX. In het spel heet het GP.
Er kan gekozen worden uit een groot aantal verschillende wapens. Elk wapen is geschikt voor een bepaald doel, zoals man-tegen-mangevechten of sluipschieten. Elke speler begint echter met de Beretta M92FS, Colt M16A3, M67 granaat en M9 bajonet. Naarmate men een betere rank behaalt, krijgt men ook betere versies van deze standaardwapens. Ook krijgt men bij het aanmelden een beginnerspakket met een sniper en een aanvalswapen voor 7 dagen, om zo optimaal van start te kunnen gaan.

## De Specialisten
In het spel kun je als je een hoge rang hebt, een elite kiezen. Een voorbeeld daarvan in de Viper , Skorpion , Hawk, Raven of de nieuwste "Captain Souza". Met deze eliten kun je speciale wapens zoals M134 Minigun of Flamethrower. Als je ervoor kiest om met Nexon points of NX te gaan betalen, kun je er direct voor kiezen om een elite te zijn. Je moet dan wel genoeg NX hebben. De elite heeft niet alleen goede wapens, ze hebben ook meerdere voordelen. Ze zijn bijvoorbeeld sneller.

## Ontvangst
Metacritic geeft het spel een score van 71. Combat Arms is voornamelijk bejubeld om de snelle actie en goede gameplay, in combinatie met het feit dat het spel gratis is te verkrijgen en spelen. Kritiek werd echter geuit op het oppervlakkige karakter maar ook de vele bugs en hackers die in het spel te vinden zijn, waar vooral de eerste versies last van hadden.